# Алексеевка (Белгород-Днестровский район)
Алексе́евка (укр. Олексіївка) — село, относится к Белгород-Днестровскому району Одесской области Украины.
Население по переписи 2001 года составляло 1695 человек. Почтовый индекс — 67761. Телефонный код — 4849. Занимает площадь 0,54 км².

## История
В 1945 г. Указом ПВС УССР село Мансбург переименовано в Алексеевку.

## Местный совет
67760, Одесская обл., Белгород-Днестровский р-н, с. Маразлиевка, ул. Комсомольская, 76

## Известные уроженцы, жители
- Волошин, Дмитрий Сергеевич (род. 1974) — молдавский триатлонист.